# Festa do Preciosíssimo Sangue
A Festa do Preciosíssimo Sangue de Nosso Senhor Jesus Cristo era uma festa litúrgica incluída no Calendário Romano Geral entre 1849 e 1969.

## História
A festa, celebrada na Espanha no século XVI, mais tarde foi introduzida na Itália por São Gaspar de Búfalo.
Para muitas dioceses, havia dois dias aos quais o Ofício do Preciosíssimo Sangue era designado, sendo que o ofício em ambos os casos era o mesmo. A razão era a seguinte: o ofício foi concedido inicialmente aos Padres do Preciosíssimo Sangue. Mais tarde, como um dos ofícios das sextas-feiras da Quaresma, ele foi designado para a sexta-feira após o quarto domingo da Quaresma em algumas dioceses, inclusive, nos Estados Unidos, por decisão do Quarto Concílio Provincial de Baltimore (1840).
Em 1849, quando o Papa Pio IX se exilou em Gaeta, no Reino das Duas Sicílias, ele tinha como companheiro o padre Giovanni Merlini, terceiro superior geral dos Padres do Preciosíssimo Sangue. Depois de chegarem a Gaeta, Dom Merlini sugeriu-lhe que fizesse uma promessa para estender a festa do Sangue Precioso a toda a Igreja, caso recuperasse novamente a posse dos Estados Papais. O pontífice levou o assunto em consideração, mas alguns dias depois, em 30 de junho de 1849, o dia em que o exército francês conquistou Roma e os insurgentes da República Romana capitularam, ele enviou seu prelado doméstico Giuseppe Stella ao padre Merlini com a mensagem: "O Papa não considera conveniente se comprometer com um voto; em vez disso, Sua Santidade tem o prazer de estender a festa imediatamente para toda a cristandade."
Em 10 de agosto do mesmo ano, ele oficialmente incluiu a festa do Preciosíssimo Sangue de Nosso Senhor Jesus Cristo no Calendário Romano Geral para celebração no primeiro domingo de julho, o primeiro domingo depois de 30 de junho, aniversário da libertação de a cidade de Roma dos insurgentes.
Ao reduzir o número de festas fixadas para os domingos, o Papa Pio X atribuiu a data de 1.º de julho a esta festa.
Em 1933, o Papa Pio XI elevou a festa à categoria de primeira classe dupla para marcar o 1900.º aniversário da morte de Jesus.
Na revisão do calendário romano geral pelo Papa João XXIII, em 1960, a festa foi classificada como de primeira classe (ver Calendário Romano Geral de 1960).
A festa foi removida do calendário romano geral em 1969, "pois o Preciosíssimo Sangue de Cristo Redentor já é venerado nas solenidades da Paixão, de Corpus Christi, do Sagrado Coração de Jesus e na festa da Exaltação da Santa Cruz. Mas a Missa do Preciosíssimo Sangue de Nosso Senhor Jesus Cristo é colocada entre as missas votivas".

## Significado
Na fé católica, o Sangue de Cristo é precioso porque é o grande resgate de Cristo pago pela redenção da humanidade. Nessa crença, como não haveria remissão de pecados sem derramamento de sangue, o "Verbo Encarnado" não apenas ofereceu sua vida pela salvação do mundo, mas ofereceu desistir de sua vida por uma morte sangrenta, e pender sem sangue, sem alma e morto na cruz para a salvação da humanidade. Diz-se que Jesus deu sua vida - seu sangue - pelo bem de toda a humanidade, expiando todas as formas de pecado humano.  
O Sangue Precioso é um chamado ao arrependimento e à reparação.

## Oração
"Ó Deus, que, pelo precioso sangue de vosso Filho Unigênito, remistes o mundo inteiro, preservai em nós a obra da Tua misericórdia, para que, sempre honrando o mistério de nossa salvação, possamos merecer obter seus frutos. Por Nosso Senhor Jesus Cristo, Teu Filho, que vive e reina convosco, na unidade do Espírito Santo, um só Deus, para todo o sempre. Amém."
O hino nas Laudes na festa é Salvete Christi Vulnera, que é conhecido pelo menos desde 1798.

## Atribuição
Este artigo incorpora texto da  Catholic Encyclopedia, publicação de 1913 em domínio público. 